# Lutherstraße (Jena)

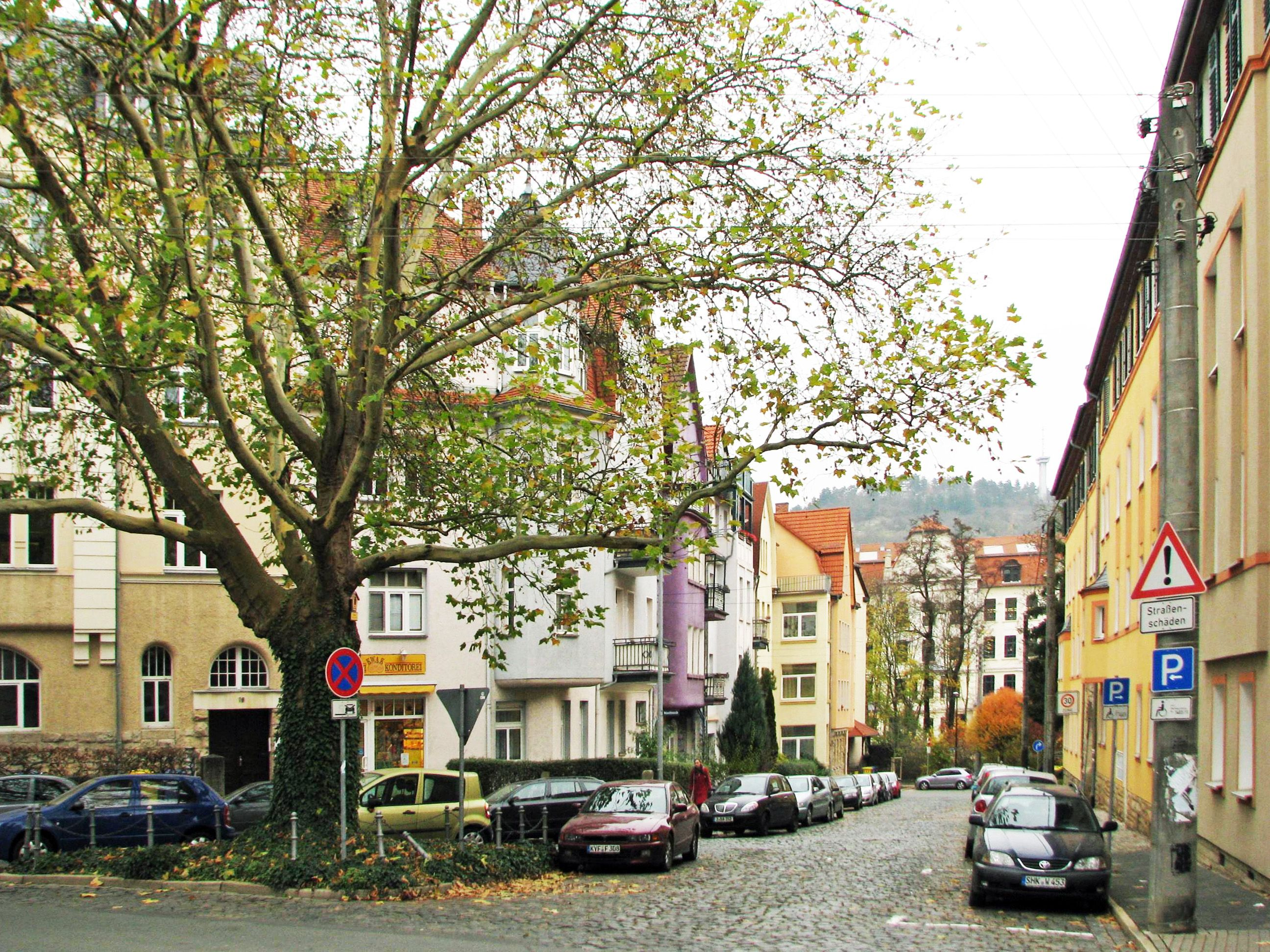
Lutherstraße Ecke Melanchthonstraße

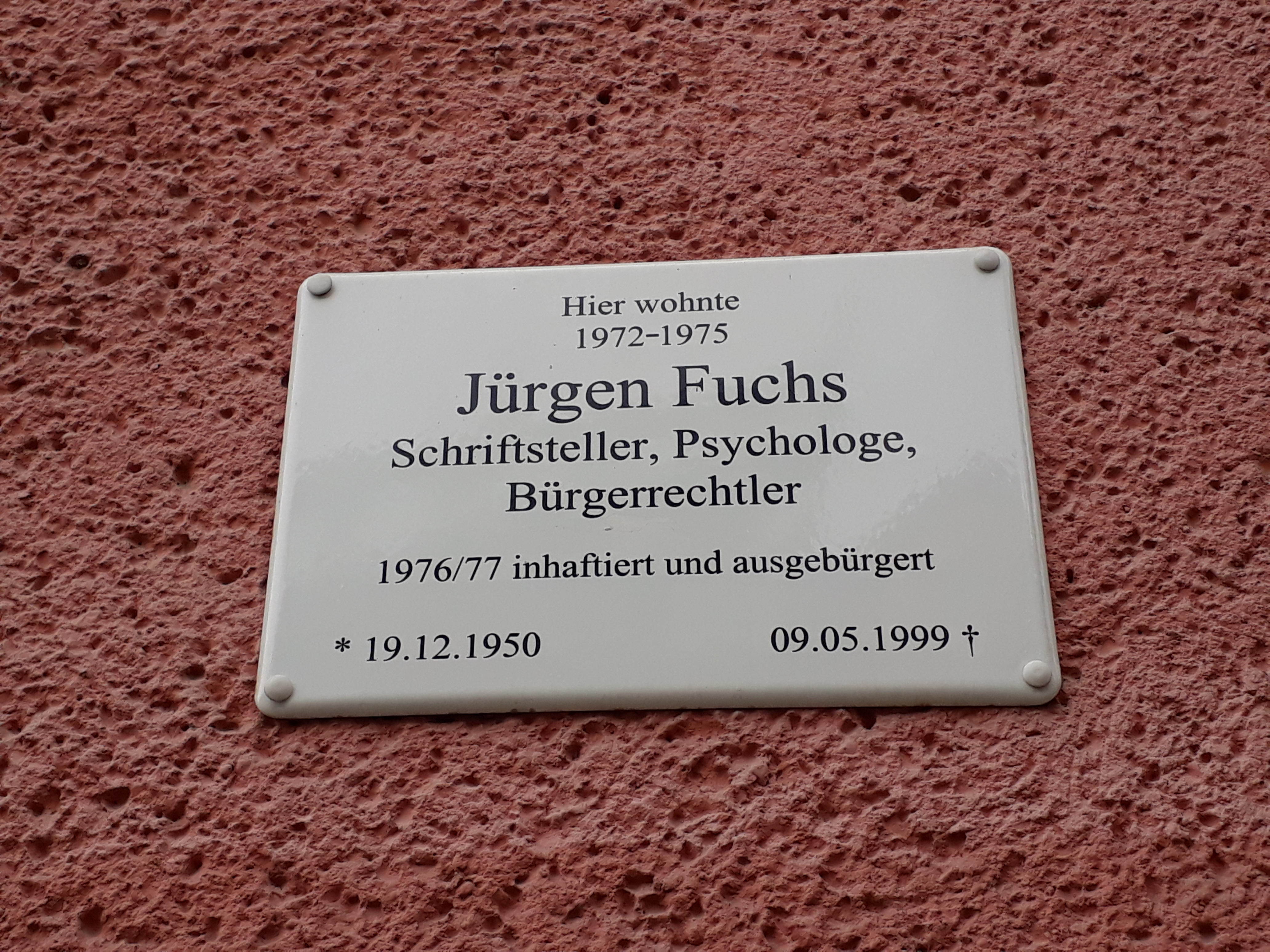
Gedenktafel für Jürgen Fuchs Haus Lutherstraße 25

Die Lutherstraße in Jena ist eine knapp zwei Kilometer lange Straßenverbindung zwischen dem Ernst-Haeckel-Platz im Jenaer Zentrum und dem Mühltal in Jena-West. Sie ist sowohl Anliegerstraße als auch Verbindungsstraße. Entgegen der weit verbreiteten Ansicht ist die Straße nicht nach dem Reformator Martin Luther benannt. Vielmehr leitet sich ihre Bezeichnung aus einer ehemaligen Quelle ab, deren Wasser in die nahegelegene Leutra – damals Litter oder Lotter genannt – floss. Der ebenfalls in Jena befindliche Lutherplatz dagegen wurde 1881 nach Martin Luther benannt.
Eine Gedenktafel am Haus Lutherstraße 25 erinnert an den Bürgerrechtler, Psychologen und Schriftsteller Jürgen Fuchs (1950–1999), der 1976 inhaftiert und 1977 aus der DDR ausgebürgert wurde. Fuchs wohnte von 1972 bis 1975 in diesem Haus. Am Haus Lutherstraße 9 wurden 2008 Stolpersteine zur Erinnerung an Frieda und Salomon Hofmann eingelassen; 2021 wurde ein weiterer Stolperstein für Meta Langstroff vor der Lutherstraße 72 gesetzt.
Über die gesamte Lutherstraße verkehrt die Buslinie 14 des Jenaer Nahverkehrs.